# ロンドン万国博覧会 (1851年)

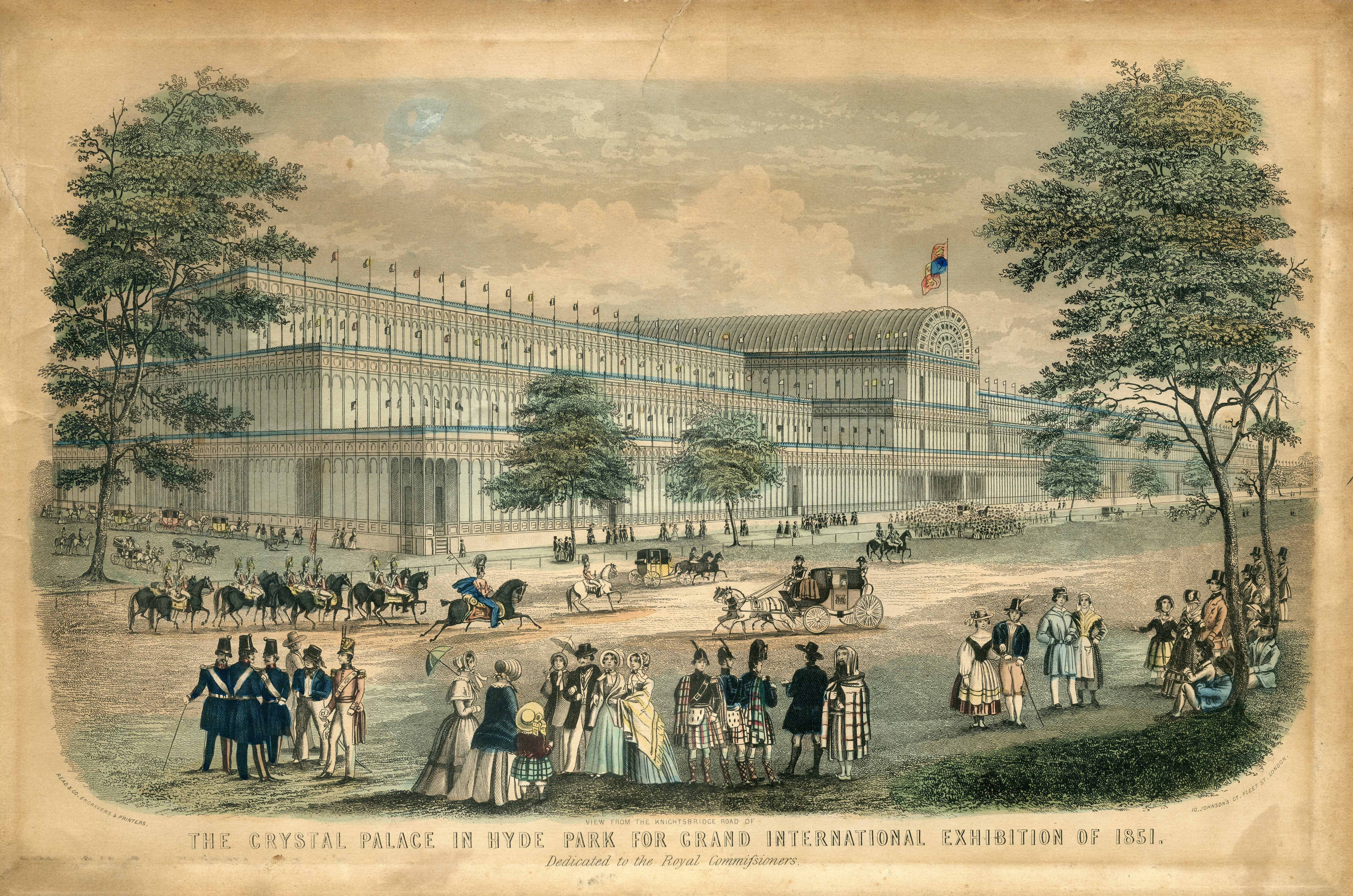
1851年のロンドン万国博覧会

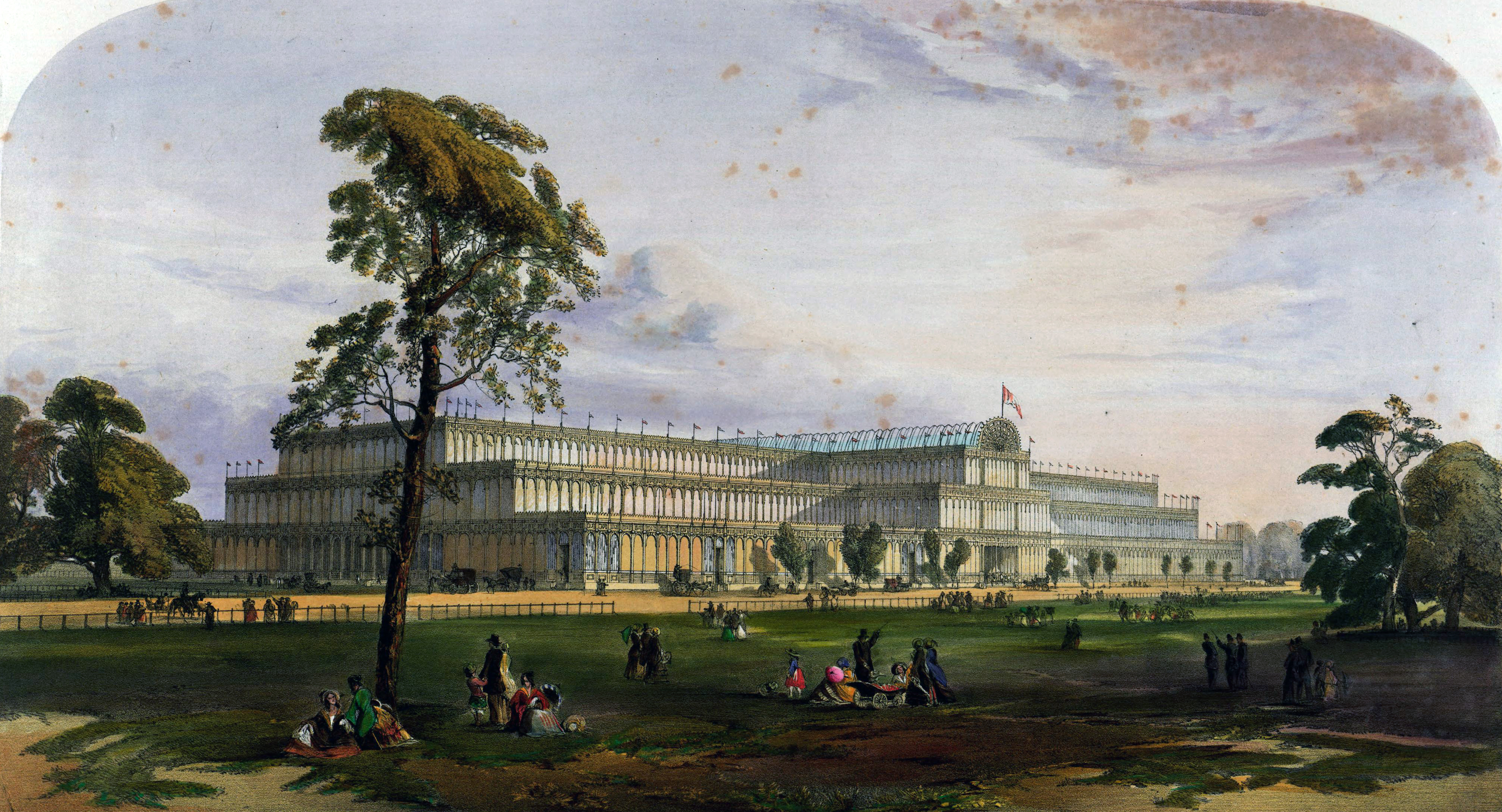
1851年のハイドパークにおける万国博覧会

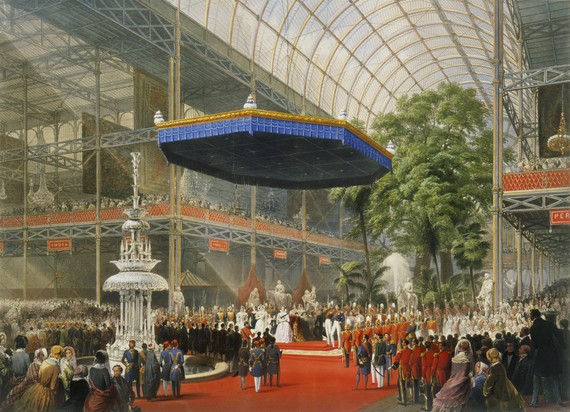
水晶宮で博覧会開会を宣言するヴィクトリア女王

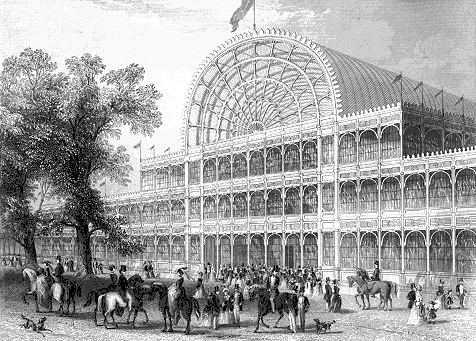
万国博覧会正面入口

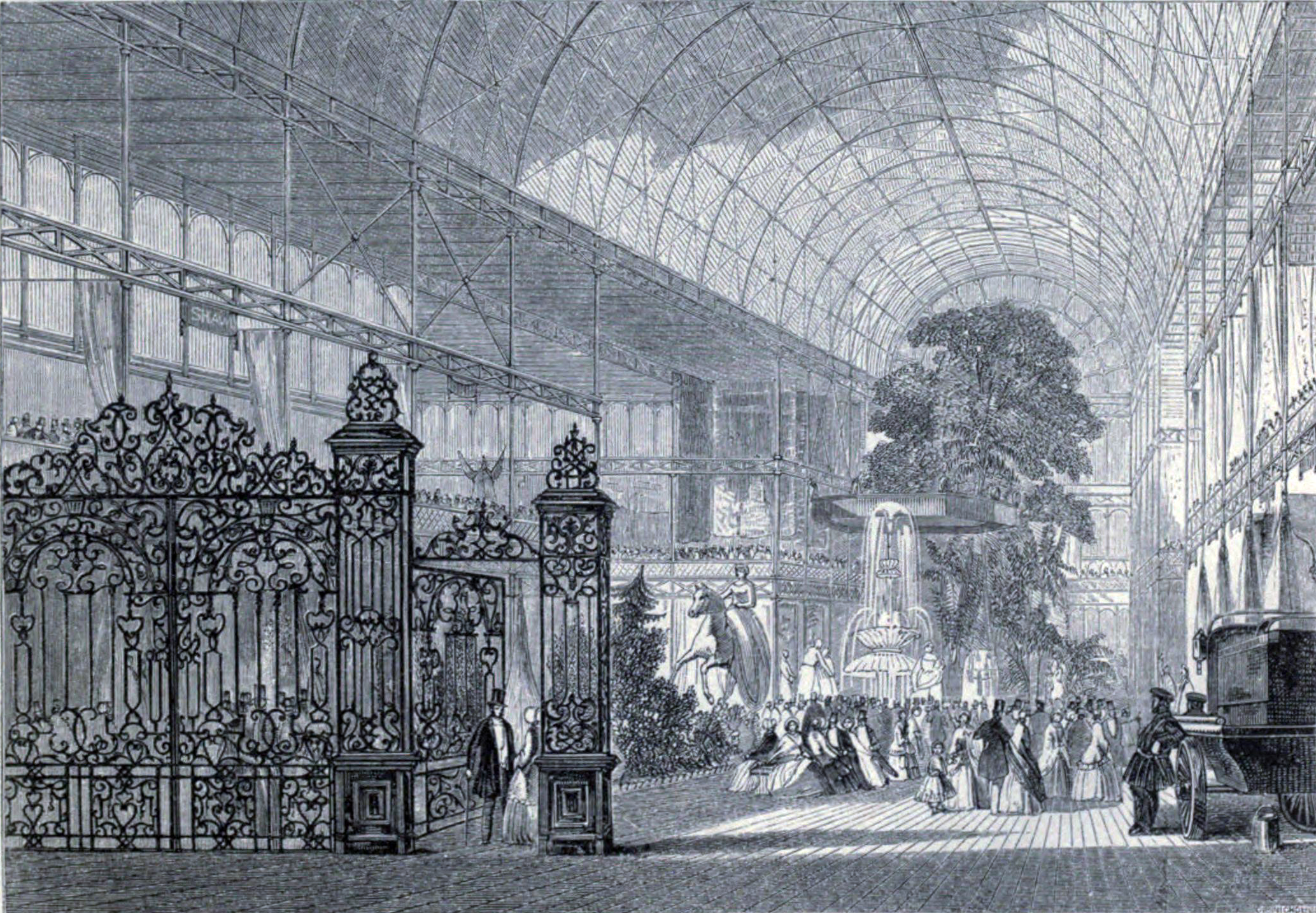
「水晶宮」はハイドパーク内の成木を中に収めていた

ロンドン万国博覧会（ロンドンばんこくはくらんかい）は、ロンドンのハイドパークで1851年5月1日より10月15日まで開催された国際博覧会である。世界で最初の国際博覧会であり、19世紀の一大人気イベントとなった。もしくは水晶宮博覧会とも呼ばれる。

## 概要
万国産業製作品大博覧会はアルバート公、ヘンリー・コール(en)、フランシス・フラーそして芸術・工業・商業振興のための王立協会の他のメンバーによって、近代の工業技術とデザインの祝典として組織された。ロンドン万国博覧会が大きな成功を収めた1844年のフランス工業博覧会を受けて組織されたものかどうかは議論されるところである。ヴィクトリア女王の夫であるアルバート公は、自ら融資したこの博覧会の熱心なプロモーターであった。大規模な博覧会を主催する確固とした実行力を築くため、政府に働きかけて1851年博覧会王立委員会(en)を結成させた。
博覧会の会場となった建物は水晶宮（クリスタル・パレス）の名で大成功を得た。土木技師チャールズ・フォックス(en)の助けを得てジョセフ・パクストンがデザインしたものである。パクストンがウィリアム・キャヴェンディッシュ(en) (第6代デヴォンシャー公爵)のためチャッツワース・ハウスに温室をデザインした際の経験を基にして作られた大胆な建築であり鋳造された鉄骨、そしてほとんどバーミンガムとスメジックでのみ生産されるガラスでできていた。この建築を監督した委員の一人にイザムバード・キングダム・ブルネルがいる。この巨大なガラスの建物は幅1,848フィート（約563メートル）、奥行き454フィート（約138メートル）、そして開業までたった9ヶ月という計画で建設された。後にこの建物はロンドン南郊・シドナム(en)に拡大移設され、地名はクリスタル・パレスと改められた。
ロンドン万国博覧会は186,000ポンドの利益を生み、ヴィクトリア&アルバート美術館、サイエンス・ミュージアム、ロンドン自然史博物館を設立する為に使われた。それら全ては「アルバートポリス（アルバートの街）」(en)と呼ばれた博覧会会場の南側、ロンドン大学のそばに建設されている。
博覧会は時折論争を引き起こした。見学者の大群が革命的な暴徒になりかねないと保守主義者たちが危惧する一方、カール・マルクスのような急進派は博覧会を資本家の商品に対する盲目的崇拝の象徴であると見なした。今日ではロンドン万国博覧会はビクトリア時代の象徴となっている。彫刻鋼版による挿絵の入った展覧会の厚いカタログはハイヴィクトリアンデザインの最も主要な原典である。
アルフレッド・チャールズ・ホッブズ（アメリカ人の錠前職人）は、博覧会で当時高く評価されていた錠の欠陥を暴いて見せた。
フレデレック・ベイクウェル(en)は今日のファクシミリの原型を実演した。
現存する世界最古のスポーツイベントとされる、ヨットレースのアメリカスカップはロンドン万国博覧会の記念行事として行われたワイト島一周レースが端緒となっている。

## 参照項目
- 国際博覧会
- 水晶宮
- en:List of world's fairs
- en:The Crystal Palace - for the history of the building after 1851.

## 関連書籍
- Auerbach, Jeffrey A. The Great Exhibition of 1851: A Nation on Display, Yale University Press, 1999.
- Gibbs-Smith, Charles Harvard The Great Exhibition of 1851, 2nd edition, London: HMSO, 1981.
- Greenhalgh, Paul Ephemeral vistas: the expositions universelles, great exhibitions and world's fairs, 1851-1939, Manchester University Press, 1988
- Leapman, Michael. The World for a Shilling: How the Great Exhibition of 1851 Shaped a Nation, Headline Books, 2001.